# Самос (пролив)
Самос, также Дарбогаз (тур. Dar Boğaz), Дилек (тур. Dilek Boğazı), Микале (греч. Στενό της Μυκάλης) — узкий пролив, отделяющий греческий остров Самос от турецкого района Кушадасы в иле Айдын на полуострове Малая Азия, в месте, где в Эгейское море вдаются горы Самсун (Дилек, Микале). Ширина в самом узком месте — 1,6 км, что делает его самым узким проливом, отделяющим греческие Эгейские острова от побережья Турции.
В проливе находится остров Байрак (Абаноз).
Вдоль пролива на материке расположен Национальный парк полуострова Дилек и дельты реки Большой Мендерес.
К югу от пролива Самос, на берегу пролива Еронда (Γέροντα) у южных склонов Микале в области реки Гесон (Γαίσων) и местности Сколопоент (ныне Доганбей) произошла в 479 году до н. э. знаменитая битва при Микале, в которой греки, под начальством Леотихида и Ксантиппа, одержали победу над персами.